# Надеждине (Перекопський район)
Наде́ждине (до 1945 року — Тогун, крим. Toğun) — село в Україні, на півночі Перекопського району Автономної Республіки Крим.
Відстань від райцентру до населеного пункту становить 18 кілометрів по прямій.

## Назва
Українізована російська назва Надеждине від рос. Надеждино означає Надіїне від імені Надія.

## Населення
Згідно з переписом УРСР 1989 року чисельність наявного населення села становила 22 особи, з яких 10 чоловіків та 12 жінок.
За переписом населення України 2001 року в селі мешкало 147 осіб.

### Мова
Розподіл населення за рідною мовою за даними перепису 2001 року:
| Мова              | Відсоток |
| ----------------- | -------- |
| кримськотатарська | 52,70 %  |
| російська         | 20,27 %  |
| українська        | 17,57 %  |
| молдовська        | 6,08 %   |
| інші              | 3,38 %   |